# Викидування китоподібних на сушу

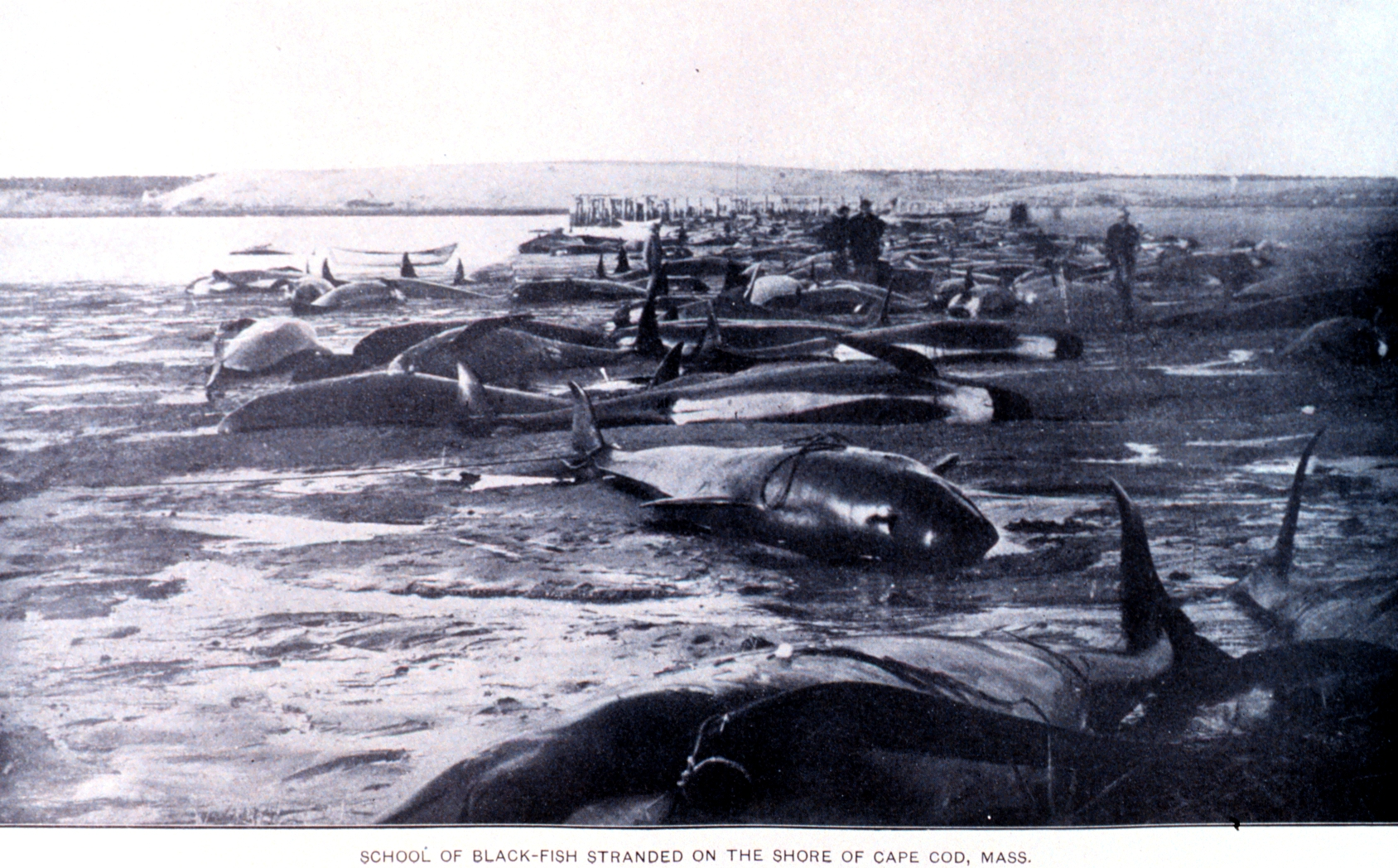
Масове викидання гриндів на берег у Кейп-Код, 1902

Викидування китоподібних на сушу — феномен, під час якого китоподібні викидаються на берег, часто на пляжі. Часто тварини після цього гинуть від зневоднення, від пошкодження органів від власної ваги або від утоплення, коли під час припливу вода накриває їх дихала. Одностайної відповіді, чому тварини викидаються на берег, у вчених немає.

## Причини
Викидання можна розділити на кілька типів. Найочевидніший розподіл на одиничні та масові. Туші загиблих китів, ймовірно, спливають на поверхню у якийсь момент; потім течії або вітер може переносити їх на узбережжя. Оскільки тисячі китів щорічно вмирають, багато з них викидаються на берег вже мертвими. Більшість туш ніколи не дістаються узбережжя, розкладаються в самому океані. Поодинокі випадки викидування на берег живих тварин — результат хвороби чи поранення, що неминуче закінчується смертю, якщо у ситуацію не вторгається людина. Масові викидування, з одного боку, є рідкісним явищем і привертають увагу громадськості та ЗМІ.
Ключовим фактором у багатьох випадках є сильна соціальна згуртованість зубатих китів. Якщо один потрапляє в біду, його сигнали лиха може спонукати решту зграї слідувати туди ж. Існує багато теорій, деякі з них суперечливі, пояснення причин викидання, але однозначної відповіді не існує.

### Природні чинники
Кити викидалися на берег протягом всієї людської історії [джерело?] і це ставалося з природних причин, таких як погана погода, слабкість через старість або інфекції, складні пологи, полювання занадто близько до берега, або через збої у навігації.
У 2004 році вчені з Університету Тасманії пов'язали смерть китів, викинутих на узбережжя з  погодою, вважаючи, що коли холодні води Антарктики багаті на кальмари та рибу течуть на північ, кити слідують за своєю здобиччю ближче до землі. В деяких випадках хижаки (наприклад, косатки) було помічено, змушують інших китів панікувати та заганяти їх у бік берега.
У 2017 році вчені з Кільського університету в Німеччині повідомили, що потужні сонячні бурі можуть спотворювати магнітне поле і це погіршує здатність китів орієнтуватися в морях і заводять їх на мілководдя. Адже кашалоти плавають в океанах і морях, орієнтуючись на геомагнітне поле Землі. Це поле неоднорідне: в одних місцях воно сильніше, в інших — слабше. Вчені припускають, що біологічні види вчаться зчитувати ці аномалії та користуються ними так само, як, скажімо, люди читають контури на картах.
Відомо, що врятовані кити нерідко знову викидаються на берег. Можливо, це якраз і пояснює збій компаса — кити повернулися в воду, але зорієнтуватися не можуть.

### Шум
Ще одна версія каже, що китів і дельфінів губить оглушливий гул субмарин. Втрачаючи слух, кити перестають орієнтуватися і викидаються на берег. Дослідження тіл  тварин дало підставу вважати причиною самогубства кесонну хвороба (декомпресійна хвороба). Виникає це нездужання тоді, коли відбувається різке зменшення зовнішнього тиску. Кесонну хворобу називають хворобою дайверів, пілотів і робітників, трудящих в кесонах (підводних робочих камерах). Сильний шум під водою лякає китів, і ті починають занадто швидко підніматися нагору - відбувається різке зменшення зовнішнього тиску. Це і провокує виникнення у китів кесонної хвороби. Налякати китів можуть ехолоти, радари, гідролокатори, ракети, субмарини. Є приклади того, що викид китів відбувався в момент здійснення військових навчань з використанням сонарів.

### Хвороби
Вчені припускають, що причиною викиду китів можуть бути паразити, які поселяються в тілах тварин і ушкоджують важливі органи. Можливо, що причина криється в психічному захворюванні ватажка — ватажок «збожеволів», а вся зграя кинулася за ним.

## Масові випадки
У 2002 році на берег затоки Кейп-Код викинулося 55 китів. Завдяки зусиллям американських рятувальників, вдалося врятувати 46 тварин. Люди обливали китів водою і накривали мокрими рушниками, не даючи їм перегрітися. Коли почався приплив, китів перетягнули в воду.
У жовтні 2005 року на пляжах острова Тасманія (Австралія) загинуло 70 китів.
2017 року понад 400 китів викинулися на берег у Новій Зеландії. Коли волонтери приїхали туди, 70% тих китів вже загинули.